# Месамбрия Понтика
Месамбрия Понтика (на лат. Mesambria Pontica) е древно тракийско селище, превърнато по-късно с идването на дорийските преселници в елинска колония под името Месамбрия, а с покоряването на тези земи от Римската империя през 72/71 г. пр.н.е. е вече римски град с името Месамбрия Понтика. Днес това е Несебър. Шест подводни експедиции, водени от българския археолог Люба Огненова-Маринова, разкрили пет хронологически периода на урбанизация на полуострова около Несебър до края на второто хилядолетие пр. н. е. 
През многовековното съществуване на града многократно се изграждат крепостни стени и съоръжения, които правят полуострова недостъпен. Първите засвидетелствани заселници на полуострова – траките, пристъпват към укрепване на селището си към VІІІ в. пр.Хр. На северозападния бряг е разкрита крепостна стена от това време заедно с портата. Градена е от ломени камъни и кал и е запазена на височина около 2 метра.

## Тракийско селище
Още Страбон пише за град Месамбрия на Понтийско (Черно) море, чието название произхождало от името на местния тракийски владетел Менас (според други източници Мелса) и от „бриа“ - тракийската дума за „град“. Възможно е първоначално градът да се е казвал „Мелсамбрия“, което впоследствие гръцките колонисти променили на Месамбрия. Древният тракийски град бил застроен на сегашния Несебърски полуостров, но с течение на времето част от него била погълната от морето. Останките от това най-старо селище са открити в северната и северозападната част на полуострова.

## Дорийските заселници
Около 510 пр.н.е. тук се заселили дорийци от градовете Мегара, Бизантион и Халкедон, тъй като междувременно персийският цар Дарий I бил завладял малоазийските им градове-колонии. Градът се разраснал, развивал оживена търговия (поради което имал и две пристанища – в северната и в южната част), започнал да сече и свои бронзови и сребърни монети.

## Под римска власт
През 72/71 г. пр.н.е. римските легиони на Марк Лукул покорили Месамбрия и тя влязла в пределите първоначално на провинция Македония, след това на Мизия, а от времето на император Септимий Север - в провинция Тракия.

## Архитектура
В средата на 4 век пр.н.е. жителите на Месамбрия изградили крепостна стена, опасала целия полуостров, която по-късно била многократно поправяна от елини и римляни. При завладяването на града от римляните крепостните съоръжения остават почти непострадали и се използват през следващите векове. След разпадането на Римската империя управниците на Византия предприемат активна строителна дейност и в средата на V в. в Месембрия се издигат нови крепостни стени, градени в “опус микстум” – редуване на пояси от камъни и тухли. Най-добре е съхранена крепостната стена около градската порта. Тук тя е с лице от големи каменни блокове, обработени в правоъгълна форма. Портата е била една, от западната страна и е била фланкирана от две правоъгълни кули, а встрани от тях симетрично са изградени полукръгли и кръгли кули. Две врати – спускаща се и двукрила - затварят плътно входа на града. По време на ранновизантийската епоха е издигната крепостна стена и на югозападния бряг, запазена и до днес.
На агората били изградени храмове на Зевс и закрилника на града - Аполон. В града имало също храмове на Асклепий, Хеката, Изида, Дионис и др. Траките, които живеели в града, почитали своето божество - Тракийския конник (Хероса). Античният град разполагал също с театър и големи терми.
С приемането на християнството много от античните храмове били преобразувани в християнски църкви. В края на 5 - началото на 6 век на градския площад била издигната базиликата Света София, позната днес като Голямата митрополия. В северната част на полуострова била построена Св. Богородица Елеуса – т.нар. Морска базилика. 

## Съперничеството с Аполония
Месембрия била колонизирана от дорийците около век след като била основана Аполония Понтика от йонийски заселници. По това време вече Аполония била процъфтяващ град и между двете колонии се разразила ожесточена конкуренция. След като жителите на Аполония основали и своя втора по-малка колония - Анхиало и започнали там да добиват сол и да търгуват с нея, се стигнало и до война като месамбрийци завладели Анхиало и солниците ѝ, след което настъпили към Аполония. Войната обаче била спечелена от Аполония, след като тя се съюзила с Истрия и с общи усилия изтласкали месамбрийци.

## В пределите на българската държава
През 812 г. хан Крум завладял Месамбрия и я присъединил към българската държава. Крепостната стена е разрушена, а в края на ІХ в. е възстановена със строеж от тухли. В средата на ХІ в. укрепителните съоръжения отново се ремонтират. При царуването на Иван Александър стените за последен път се реконструират.
До края на XIVв. градът при войните между българи и византийци често преминавал от едни ръце в други.